# Chaumont-la-Ville
Chaumont-la-Ville és un municipi francès situat al departament de l'Alt Marne i a la regió del Gran Est. L'any 2007 tenia 124 habitants.

## Demografia

### Població
El 2007 la població de fet de Chaumont-la-Ville era de 124 persones. Hi havia 52 famílies de les quals 20 eren unipersonals (8 homes vivint sols i 12 dones vivint soles), 12 parelles sense fills i 20 parelles amb fills.
La població ha evolucionat segons el següent gràfic:
Habitants censats

### Habitatges
El 2007 hi havia 69 habitatges, 52 eren l'habitatge principal de la família, 14 eren segones residències i 3 estaven desocupats. 68 eren cases i 1 era un apartament. Dels 52 habitatges principals, 46 estaven ocupats pels seus propietaris, 5 estaven llogats i ocupats pels llogaters i 1 estava cedit a títol gratuït; 3 tenien dues cambres, 16 en tenien tres, 15 en tenien quatre i 19 en tenien cinc o més. 41 habitatges disposaven pel capbaix d'una plaça de pàrquing. A 27 habitatges hi havia un automòbil i a 19 n'hi havia dos o més.

### Piràmide de població
La piràmide de població per edats i sexe el 2009 era:
| Homes | Edats   | Dones |
| ----- | ------- | ----- |
| 0     | 95 o +  | 0     |
| 4     | 90 a 94 | 0     |
| 0     | 85 a 89 | 4     |
| 8     | 80 a 84 | 0     |
| 0     | 75 a 79 | 8     |
| 0     | 70 a 74 | 0     |
| 8     | 65 a 69 | 0     |
| 8     | 60 a 64 | 8     |
| 0     | 55 a 59 | 4     |
| 4     | 50 a 54 | 0     |
| 4     | 45 a 49 | 0     |
| 8     | 40 a 44 | 0     |
| 0     | 35 a 39 | 8     |
| 4     | 30 a 34 | 0     |
| 0     | 25 a 29 | 4     |
| 0     | 20 a 24 | 0     |
| 8     | 15 a 19 | 0     |
| 4     | 10 a 14 | 4     |
| 8     | 5 a 9   | 0     |
| 0     | 0 a 4   | 0     |

## Economia
El 2007 la població en edat de treballar era de 64 persones, 42 eren actives i 22 eren inactives. De les 42 persones actives 40 estaven ocupades (26 homes i 14 dones) i 2 estaven aturades (2 homes). De les 22 persones inactives 6 estaven jubilades, 7 estaven estudiant i 9 estaven classificades com a «altres inactius».

### Ingressos
El 2009 a Chaumont-la-Ville hi havia 53 unitats fiscals que integraven 121 persones, la mediana anual d'ingressos fiscals per persona era de 12.456 €.

### Activitats econòmiques
Dels 3 establiments que hi havia el 2007, 1 era d'una empresa de construcció, 1 d'una empresa de comerç i reparació d'automòbils i 1 d'una empresa d'hostatgeria i restauració.
L'únic servei als particulars que hi havia el 2009 era una fusteria.
L'any 2000 a Chaumont-la-Ville hi havia 12 explotacions agrícoles que ocupaven un total de 882 hectàrees.

## Poblacions més properes
El següent diagrama mostra les poblacions més properes.